# 哈格冰原島峰
77°0′S 78°18′W / 77.000°S 78.300°W
哈格冰原島峰（英語：Haag Nunataks），是南極洲的冰原島峰，位於帕爾默地，由3座島峰組成，該島峰由美國探險隊發現和命名，現時由南極條約體系管理。